# 밀양 영원사지 보감국사 묘응탑비
밀양 영원사지 보감국사 묘응탑비(密陽 瑩源寺址 寶鑑國師 妙應塔碑)는 대한민국 경상남도 밀양시 활성동, 영원사지에 있는 비석이다.
1972년 2월 12일 경상남도의 유형문화재 제13호 영원사지 보감국사묘응탑비로 지정되었다가, 2018년 12월 20일 현재의 명칭으로 변경되었다.

## 개요
영원사터에 남아 있는 보감국사의 탑비로, 주변에 흩어져 있던 여러 부재를 수습해 놓은 것이다.
보감국사(1251∼1322)는 고려 일연 스님의 제자로, 충렬왕 때 대선사(大禪師)가 되었고 충숙왕 때 왕사(王師)가 되었다. 몇년 후 은퇴하여 영원사에 머무르다가 말년에 송림사로 옮겨 입적하였다. 국사로 추증되었고 '보감'은 그의 시호이며, 탑이름은 '묘응'이다.
비는 거북모양의 받침돌이 비몸을 잃어버린 채 머릿돌을 받치고 있다. 거북의 머리는 힘찬 형태로 매우 생동감 있게 표현되었으며, 입에는 여의주를 물고 있다. 등에는 벌집모양의 육각형이 가득 새겨 두었고, 중앙에 마련된 비몸을 꽂아두는 네모난 홈 주변에는 연꽃을 새겨 장식하였다. 凸자 모양의 머릿돌은 앞면 중앙에 원형의 공간을 두어 비이름을 새겨두었다.
『밀양읍지』에 남은 기록에 따르면 이제현이 비문을 지었다고 한다.

## 같이 보기
- 영원사지

## 참고 자료
- 밀양 영원사지 보감국사 묘응탑비 - 국가유산청 국가유산포털